# 운석

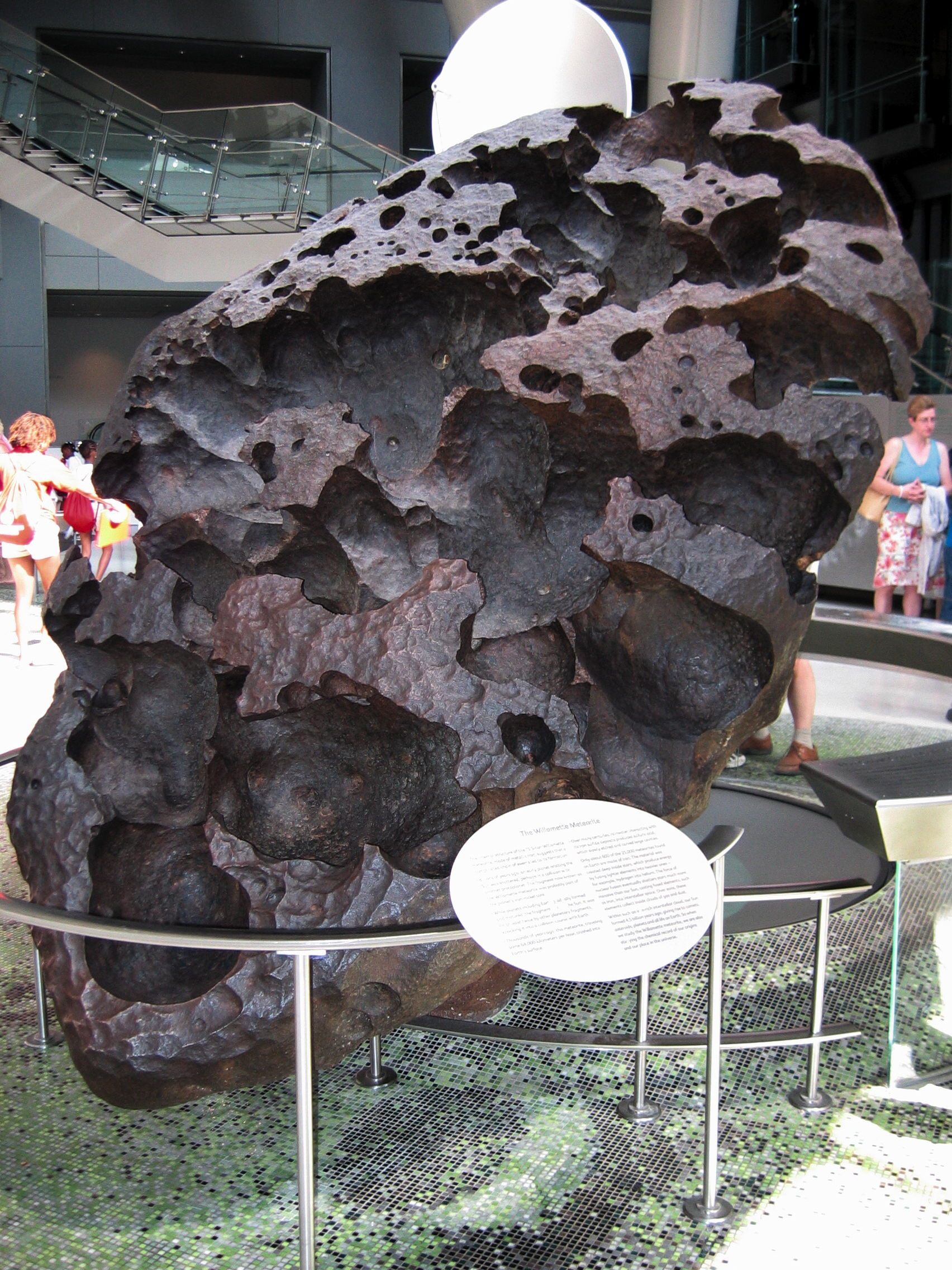
윌라메트 운석

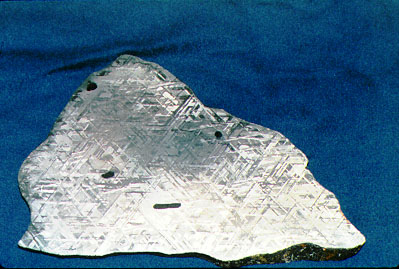
운석에서만 발견되는 독특한 내부 구조인 비드만스태텐 구조

운석(隕石) 또는 별똥돌(문화어: 별찌돌)은 우주공간으로부터 지구에 진입한 암석이 지구 대기와의 마찰에 타고 남아 지표면에서 발견된 것이다. 지금까지 3만 개 이상의 운석이 발견되어 명명되었다. 우주공간에 돌아다니는 암석들을 유성체라 부르고, 지구 표면에 닿기 전에 지구 대기에서 공기 끌림이나 마찰에 의해 가열되고 빛을 내는 것을 유성이라 부른다. 대부분의 운석은 소행성에서 유래한 것으로 알려져 있다.
운석은 일반적으로 환원 환경, 낮은 압력, 건조한 조건에서 생성되었기 때문에 지구의 암석에 비해 철이 금속철로 산출되는 경우가 흔하며, 충돌에 의해 형성된 경우를 제외하고는 높은 압력에서 형성된 광물이 거의 없고, 함수 광물의 함량이 적다. 또한 운석은 지구의 대기를 뚫고 들어오면서 표면이 녹기 때문에 외형이 잘 보존된 운석의 껍질은 얇고 검은 유리질 물질로 덮여 있다. 운석의 내부에는 콘드률이나 비드만스태텐 구조와 같은 운석만의 고유한 구조가 나타나기도 한다.
보다 일반적으로, 운석은 지구가 아닌 다른 천체와 부딪혀 남은 유성체를 말하기도 한다.

## 역사 속의 운석
고대에 운석은 종교적 숭배의 대상으로 생각되었다. 고대 그리스인들은 낙하하는 운석을 보고 제우스가 지구로 떨어트린 것이라 생각하여 운석이 떨어진 위치에 아르테미스 신전을 지었다. 아메리카 원주민들은 운석을 신성한 물체로 다루었던 것 같다. 많은 운석 조각들이 도자기에 담기거나, 천으로 정성스럽게 싸이거나, 혹은 무덤 속에서 발견되었다.
한편 운석이 우주에서 떨어진 암석이라는 것은 꽤 오래전부터 인식되었다. 동양에서는 “별이 땅에 내려와 돌이 되었다”라는 기록이 있으며 고대 이집트인들이 철을 "하늘의 선물'이라 하고 수메르인들이 "천상의 금속"이라 불렀는데 이는 운석을 의미한다.
공룡세계의 떨어진 운석이 공룡을 멸망 시켰다.
반면 서양에서는 운석이 우주에서 떨어진 암석이라는 사실을 인정한 지 오래 되지 않았다. 18세기 이전 과학자들에게 성간은 완전한 무의 상태로 인식되었기 때문에 우주에서 암석이 떨어진다는 것은 인정할 수 없는 이론이었다. 17세기와 18세기에 걸쳐 유럽에서 여러 차례의 운석 낙하 현상이 목격되었지만, 많은 유럽 학자들은 낙하 현상을 실체가 없는 현상 또는 지구 대기의 오로라 같은 현상으로, 운석을 화산 폭발 등과 관련된 지구에서 기원한 암석으로 해석하였다. 독일 출신의 과학자 클라드니(Ernst Friederick Chladni, 1756-1827)는 운석 낙하 현상을 관찰한 여러 기록을 검토한 후 운석은 우주에서 떨어졌으며, 그 기원은 지구나 태양이 아닌 다른 곳일 것으로 해석한 내용을 담은 소책자를 1794년에 발간했지만, 이는 다른 과학자들에게 전혀 받아들여지지 않았다. 영국의 화학자 하워드(Edward Charles Howard, 1744-1816)는 운석의 화학성분을 분석한 최초의 학자 중 한 명이다. 1802년 하워드는 4 개의 운석의 화학성분을 분석한 결과 이들 암석이 화학적으로 공통점을 가지고 있으며, 지구의 암석과는 관련이 없다는 결론에 도달한다.

## 운석 회수
운석의 회수 방법은 낙하(Fall) 또는 발견(Find)으로 나뉜다.

### 운석의 낙하
낙하는 운석이 낙하하는 현상을 보고 운석을 찾은 것이다. 따라서 인구가 많은 지역에서 낙하 운석을 많이 찾을 수 있다. 운석이 낙하하는 현상을 화구(火球, fireball)라고 하며, 서로 다른 각도에서 화구의 낙하를 관찰한 기록이 있으면, 낙하 궤적을 복원하는 것이 가능하다. 이 경우 유성체가 지구 중력에 이끌리기 전 태양 주위를 돌던 궤도를 계산하는 것이 가능한데, 지금까지 몇몇 운석들에 대해 비교적 정확한 궤도 복원이 이루어졌다. 이로부터 이들 운석이 주소행성대에서 유래했음을 알 수가 있다.

### 운석의 발견
발견은 지표면에 떨어진 운석을 우연히 발견한 것이다. 과거에는 매년 소수의 운석들이 우연히 발견되었기 때문에 회수된 운석의 수가 적었지만 최근에는 운석을 발견할 가능성이 높은 지역 위주로 탐사를 하여 많은 수의 운석을 “우연히” 발견한다. 운석을 발견할 가능성이 높은 지역은 다른 암석의 수가 적거나 풍화가 잘 일어나지 않는 조건을 지니고 있는 것이 좋으며 이러한 지역의 예로는 대평원, 사막, 남극 등이 있다.

#### 남극 운석
현재까지 발견된 운석의 약 70% 이상이 남극에서 발견되었다. 남극에서 발견되는 운석의 대부분은 오래전에 지구에 낙하한 운석으로 'blue ice'라 불리는 빙하가 용승(upwelling)하는 지역에서 주로 발견된다. 남극에서 발견되는 운석은 오랜 세월 남극의 빙하에 묻혀 있었기 때문에 다양한 정도의 풍화를 경험하였다.

#### 운석의 특징
운석은 대기를 통과하면서 마찰열에 의해 녹아 없어진 표면을 띄고 있다. 이를 용융각이라 부르는데 운석은 대기를 통과할 때 녹기 때문에 군데군데 떨어져 나가 마치 찰흙 덩어리에 엄지손가락으로 누른 것 같은 자국이 되어 남아 있다. 또한 많은 종류의 운석은 철과 니켈의 합금을 포함하고 있으므로, 지구상의 암석에 비해 밀도가 높고 자성을 띤다. 또한 운석의 종류에 따라 지구상의 암석에서는 볼 수 없는 독특한 내부구조를 볼 수 있다. 철운석의 경우는 비드만스태튼 무늬라고 하는 빗살무늬를 볼 수 있는데 철과 니켈이 고체상태에서 확산에 의한 분화과정을 거쳐 형성된 것으로 매우 오랜시간이 필요해 지구상의 다른 암석에서는 볼 수 없다. 또 석질 운석의 경우에는 콘드률이라 부르는 전형적인 구조가 있는데 이는 우주 공간에서 녹았던 암석이 액체가 되었을 때 물방울 모양으로 둥글게 식은 것이다. 이것들이 뭉쳐있는 암석을 콘드라이트라 한다. 석철질 운석의 경우는 철질과 석질이 섞여있어 매우 아름다운 모양을 띄는데 이를 팔라사이트라 한다. 보통 감람석과 철-니켈 합금이 섞여 있다.

#### 한반도의 운석
한반도에 낙하한 운석 중 대영박물관에서 발간한 운석연감(Catalogue of Meteorites)에 기록되어 있는 것은 모두 6개로, 낙하(또는 발견) 시기와 장소, 그리고 종류는 다음과 같다. 그 외에 가평운석, 청주운석이 있다.
- 운곡: 1924년 9월 7일 전라남도 운곡(?)에 낙하한 콘드라이트
- 옥계: 1930년 3월 19일 경상북도 영덕군 달산면 옥계리에 낙하한 콘드라이트
- 소백: 1938년 함경남도 소백에서 발견된 철운석
- 두원: 1943년 11월 23일 전라남도 고흥군 두원면에 낙하산
- 가평: 1999년 11월 경기도 가평군 가평읍 용추계곡에 낙하한 철운석
- 청주: 1970년대 충청북도 청원군 미원면에 낙하한 철운석
- 진주: 2014년 3월 10일 경상남도 진주시 대곡면에 낙하한 콘드라이트
- 진주: 2014년 3월 11일 경상남도 진주시 미천면에 낙하한 콘드라이트

위 여덟개 운석 중에서 두원과 진주운석을 제외한 나머지 운석은 소재가 확인되지 않고 있으며, 두원운석은 일본에 보관되어 있다가 1999년 대한민국에 반환되어 현재 대한민국의 지질자원연구원에서 보관하고 있다.
진주의 두개의 운석은 농민인 강원기씨와 박상던씨가 발견하여 대한민국의 해양과학기술원에 인도하여 보관 중이다. 가평운석은 대한민국 정부 수립 이후 처음으로 발견된 운석으로 1999년 11월 가평군 용추계곡 임도작업 중 발견되었다고 알려지고 있다. 이 운석은 서울대학교 지구과학교육과에서 분석해 2005년 10월 철운석으로 판명되어 2006년 한국지구과학회 춘계학술발표회에 발표되었다. 청주운석은 1970년대에 이영포씨가 발견하여 보관하고 있다가 1998년 지인인 이성무씨에게 전달하고 2011년에 다시 이학천씨에게 전달된 후 2014년에 뒤늦게 운석으로 판명되었다. 한편 최초 발견자는 2013년에 사망해 구체적 발견 시기와 지점 등은 알 수 없는 상황이다.

## 운석의 분류
현재 사용되고 있는 운석을 분류하는 방법에는 크게 두 가지가 있다. 첫 번째 방법은 운석이 주로 어떤 물질로 이루어졌는가에 따라 분류하는 것이고 두 번째 방법은 운석의 성인에 따라 분류하는 것이다.

### 구성 성분에 의한 분류
운석은 구성 성분에 따라 크게 세 종류로 분류할 수 있다. 만약 운석이 주로 규산염 광물로 이루어져 있는 경우 이를 석질운석이라고 부른다. 이와는 달리 주로 금속 철과 니켈의 합금으로 운석이 이루어져 있다면 이는 철질운석이라 한다. 금속 상태의 철질 성분과 규산염 성분이 약 절반씩 섞여있는 운석은 석철질운석으로 분류한다. 철질운석과 석철질운석은 지구 표면에서 발견되는 암석과는 구성 성분이 크게 다르기 때문에 쉽게 구별이 가능하다. 이 두 종류의 운석과 유사한 성분을 지구에서 찾으려면 핵 또는 핵과 맨틀의 경계부로 내려가야 한다. 따라서 철질운석과 석철질운석의 대부분은 소행성의 핵이나 핵과 맨틀의 경계에서 유래한 암석으로 생각되고 있다. 반면 석질운석의 경우에는 매우 다양한 기원을 가지고 있다.

### 성인에 의한 분류
운석은 성인에 따라 크게 시원운석(또는 미분화운석)과 분화운석으로 구분된다. 시원운석은 다른 말로 콘드라이트(chondrite)라고도 부르는데, 태양계 성운에서 집적된 물질들이 모여 운석의 모체를 형성한 후 화성활동을 경험하지 않은 운석을 총칭한다. 화성활동을 경험하게 되면 원래의 화학조성과는 다른 암석이 만들어지므로 이런 운석을 분화운석이라고 한다.

## 운석의 명명법
운석이 새로 발견되면, 운석학회 보고 절차를 거쳐 이름이 결정된다. 특별한 경우를 제외하고는 운석의 이름은 낙하 또는 발견된 지역을 반영한다.
- 예: 두원운석 (전라남도 고흥군 두원면에 낙하)

남극과 같이 한 장소에서 많은 운석이 발견되는 경우, 장소의 약자+(발견년도)+일련번호를 운석의 이름으로 이용한다.
- 예: TIL06001 (Thiel Mountains 부근에서 2006년에 발견되었으며, 일련번호는 001)

## 운석 충돌구와 대량 멸종

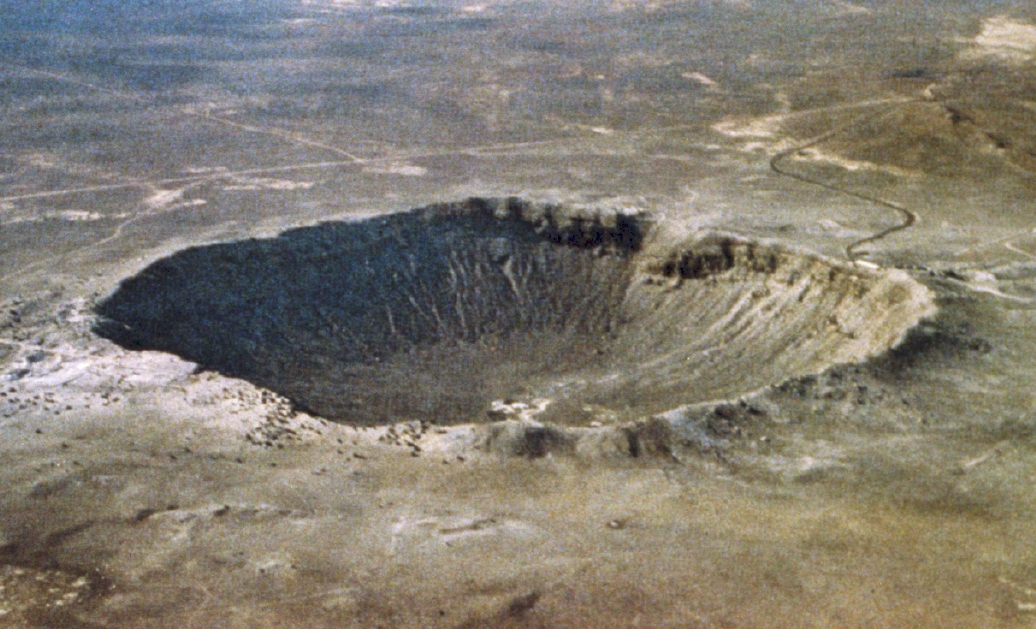
미국 애리조나주의 운석 충돌구

충돌구란 큰 화구의 충돌에 의해 지표면에 형성되는 접시 모양의 파인 구조를 말한다. 일반적으로 화구 직경의 20~50배 직경을 갖는 구조가 형성되며 지구 표면에는 현재 약 2백여 개의 충돌구가 알려져 있다. 지구에 운석이 충돌하더라도 풍화작용과 지질 활동에 의해 흔석이 사라지기 때문에, 지구 표면에 분포하는 충돌구는 대부분 최근에 형성된 것이다.
일반적으로 운석은 충돌구에서는 잘 발견되지 않는다. 이는 충돌구를 형성할 정도로 강한 충돌은 운석을 거의 증발시키거나 녹이기에 충분한 에너지를 가지고 있기 때문이다. 적어도 운석은 매우 작은 크기로 부서지므로 드물게 운석이 발견된 경우에는 충돌구 주변에서 동심원상으로 흩어져 매우 작은 파편으로 발견된다.
운석 충돌과 대량 멸종은 약간의 관계가 있는 것으로 생각된다. 약 6천5백만 년 전인 백악기 말에 일어난 K-T 대멸종은 공룡이 멸종한 시기로서 인류의 가장 많은 관심을 끈 대량멸종이며 가장 활발한 연구가 이루어진 멸종사건인데, 1980년 Alvarez 등에 의해 소행성 충돌이 K-T 대량멸종을 가져왔다는 연구 결과가 발표되었다. Alvarez 등이 소행성 충돌의 증거로 제시한 것은 K-T 경계층에서 발견되는 높은 이리듐 농도이다. 이리듐은 친철원소로서 지구의 경우 핵에 대부분이 농집되어 있다. 지각에서는 결핍되어 있는 이리듐이 농집되어 있다는 사실은 K-T 경계층에 운석과 같은 외부 물질이 다량 포함되었을 가능성을 시사한다.
이후 많은 학자들이 소행성 충돌의 증거를 찾기 위해 노력해 왔으며, 이 시기와 규모에 일치하는 칙술루브 충돌구가 멕시코 유카탄반도 끝에서 발견되었다.

## 유명한 운석
호바 운석은 지구에서 발견된 가장 큰 운석으로 나미비아에 위치하고 있다. 이 운석은 80000년 전에 떨어진 것으로 추정된다.
오르괴유 운석은 1864년 프랑스에 떨어진 유명한 운석이다. 이 운석의 표본을 조사한 결과 지구의 토양과 비슷한 탄소, 수소, 산소로 구성된 유기물이 발견되었고, 이것이 생물학적으로 기원된 것인지에 대해 1870년대까지도 큰 논란이 되었다. 1965년, 유리병에 봉인되어 있던 오르괴유 운석을 다시 조사한 결과 이 운석이 조작된 것으로 밝혀졌다. 운석 내에 석탄 가루와 식물의 씨앗을 넣어두고 용융각을 붙여 진짜인 것처럼 위장한 것이다.

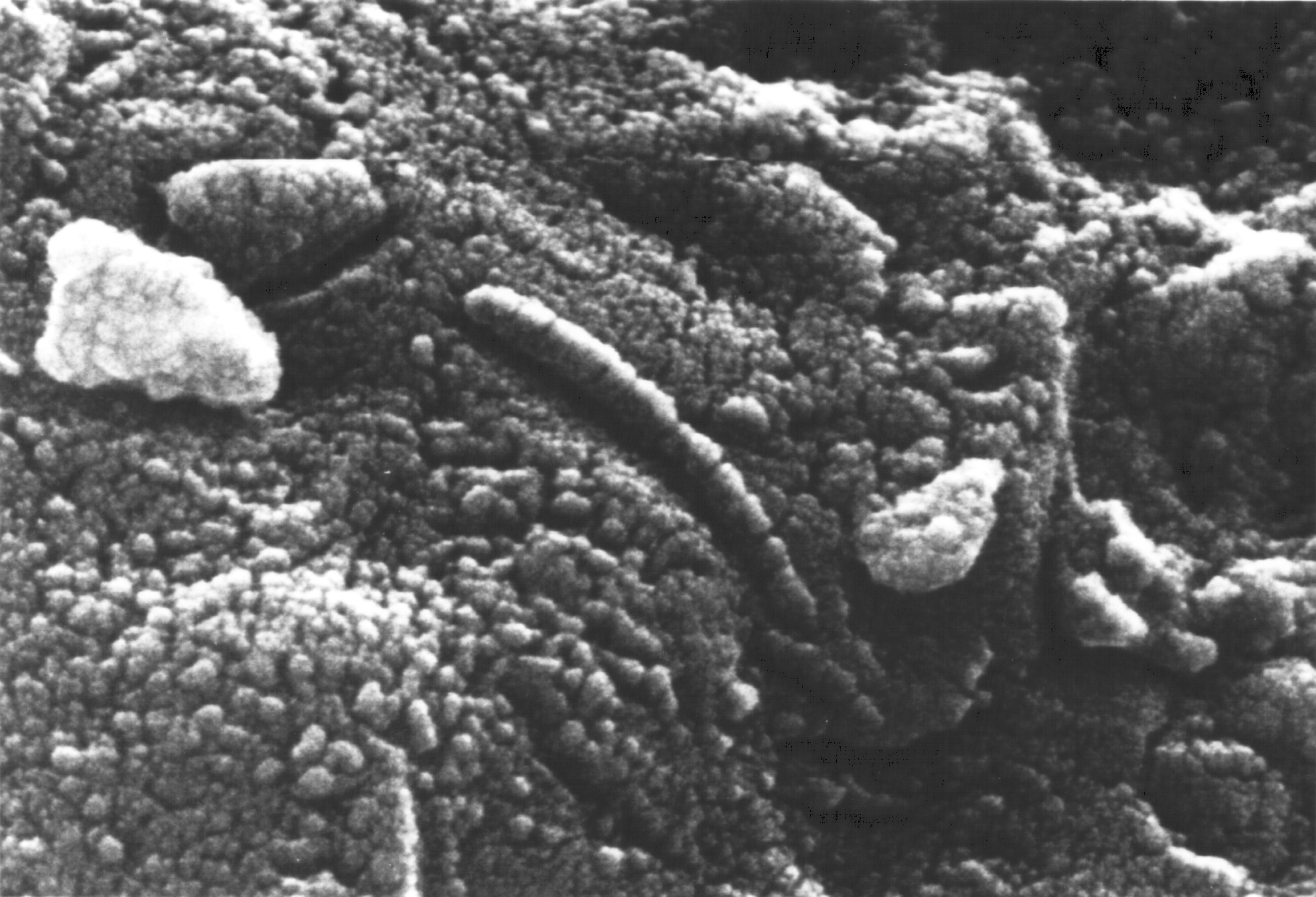
남극 운석인 ALH 84001에서 발견된, 화석과 유사한 구조

앨런 구릉 84001(ALH 84001) 운석은 1984년 남극의 앨런 구릉 지역에서 발견된 운석이다. 이 운석은 화성에서 온 것으로 생각되며 1996년 화석으로 보이는 흔적이 담겨 있다고 주장되었다. 이러한 생물학적 흔적의 증거는 다음과 같다.
- 이 운석은 방향족 탄소를 함유하고 있다.
- 탄소 내에서 그레자이트(Fe3S4)가 발견되었는데, 이는 주자성 세균에 의해 만들어지기도 한다.
- 지렁이처럼 생기고 크기가 20~100 nm 정도 되는 "나노화석"이 발견되었다.

그러나 이에 대한 반론도 만만치 않다. 반대 증거는 다음과 같다.
- 방향족 탄소는 생물학적 과정이 아니어도 생성될 수 있고 성간에 풍부하게 존재하는 물질이다.
- 탄소의 결정구조와 그레자이트의 결정구조가 일치하는데, 이것은 탄소가 결정을 이룬 후 그레자이트가 결정을 이루었다는 것을 의미한다. 즉, 그레자이트는 생물에 의해 만들어지지 않았을 것이다.
- 현재의 관점으로, 유기체를 구성할 수 있는 최소 크기는 150 nm 정도로 생각되는데, "나노 화석"은 이보다 크기가 작기 때문에 생물이 아닐 것으로 생각된다.

## 같이 보기
- 별똥별
- 충돌 사건